# Standish (Greater Manchester)
Standish è una località inglese ricompresa nel borgo metropolitano di Wigan, nella Greater Manchester. Storicamente, appartiene al Lancashire. Nel 2011 aveva una popolazione di 13.278 abitanti.